# Epinephelus suborbitalis
Epinephelus suborbitalis är en fiskart som beskrevs av Amaoka och Randall, 1990. Epinephelus suborbitalis ingår i släktet Epinephelus och familjen havsabborrfiskar. IUCN kategoriserar arten globalt som otillräckligt studerad. Inga underarter finns listade i Catalogue of Life.